# Phlebotomus longicuspis
Phlebotomus longicuspis är en tvåvingeart som beskrevs av Nitzulescu 1930. Phlebotomus longicuspis ingår i släktet Phlebotomus och familjen fjärilsmyggor. Inga underarter finns listade i Catalogue of Life.